# Colada (espeleotema)

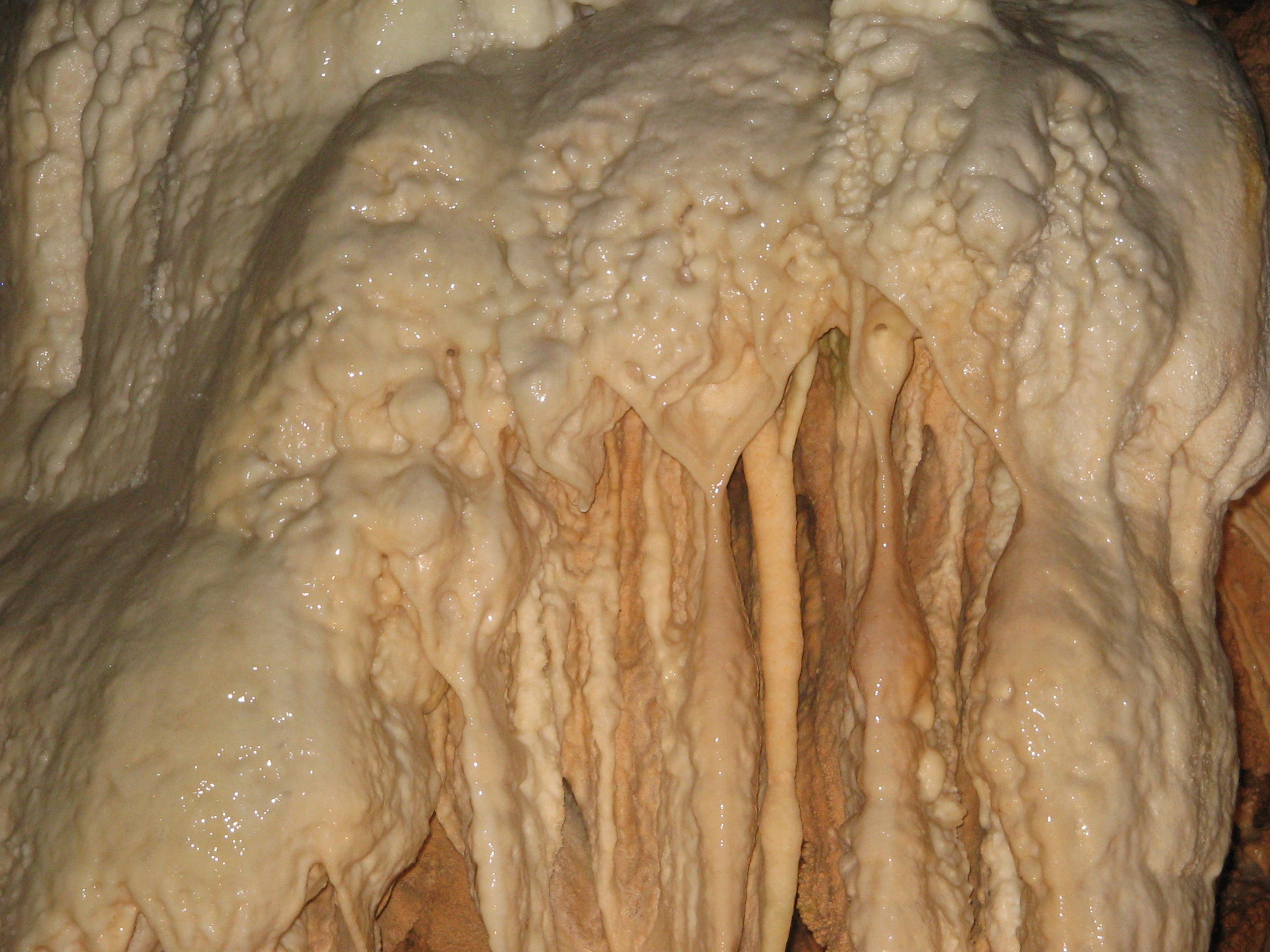
Colada parietal a la cova Ave d'Orgnac, Ardèche, Orgnac l'Aven, França

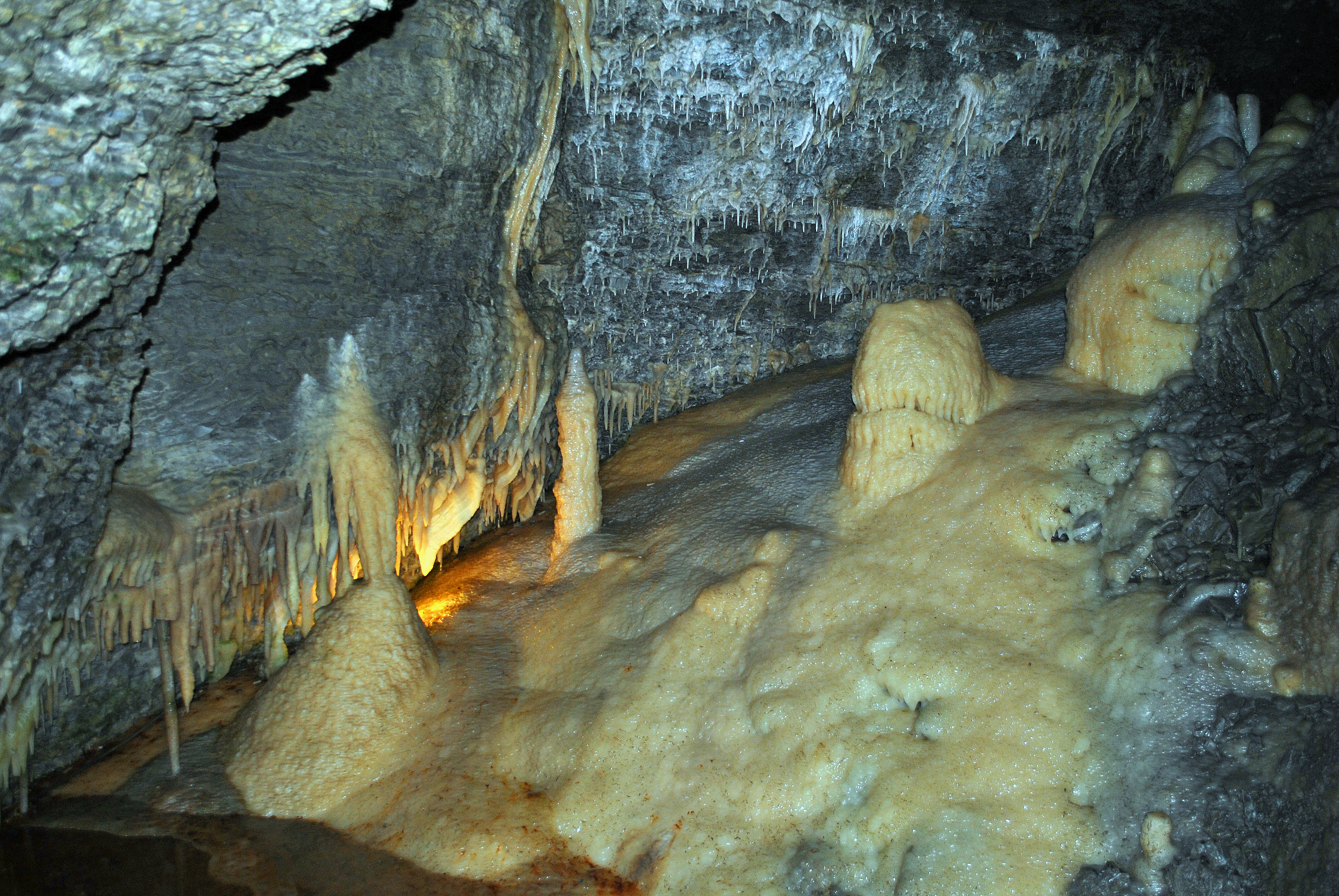
Colada pavimentària a Eberstadter Tropfsteinhöhle, Alemanya

Una colada és un espeleotema que es produeix damunt les superfícies de pendent elevat de l'interior de les coves quan hi ha un moviment laminar de l'aigua amb pèrdua de diòxid de carboni que dona lloc a precipitats de carbonat de calci, habitualment calcita, en forma de capes, mantells o corrents, que es van superposant amb el temps. Els cristalls creixen perpendicularment a la superfície de la colada.
Les colades es poden agrupar en colades parietals i colades pavimentàries depenent de si recobreixen les parets o el trespol de les coves.

## Colades parietals
Les colades parietals sovint recorden cascades, boscos i orgues. També poden presentar una àmplia gamma de colors i, junt amb els omnipresents espeleotemes de degoteig (estalactites, estalagmites, macarrons, columnes, banderes) constitueixen la part més important de la decoració del paisatge subterrani de les cavernes més apreciades pel turisme de masses.

## Colades pavimentàries
Les colades pavimentàries poden assolir gruixes molt importants i, fins i tot, poden arribar a reblir galeries. El seu creixement tendeix a cobrir i fossilitzar sediments més antics i a englobar fragments de roca i altres espeleotemes. Amb molta freqüència, les colades pavimentàries poden recobrir i emmascarar grans acumulacions de blocs caiguts a causa dels esfondraments que afecten les voltes de la majoria de coves. Per això, a mesura que els processos d'esfondrament provoquen amuntegaments inestables de blocs i es produeixen els consegüents fenòmens d'assentament al terra de les sales de nombroses coves, es produeixen trencaments dels espeleotemes, i resulta molt significativa l'aparició de paviments fracturats i desplaçats, formació d'esquerdes a les crostes estalagmítiques, basculament de massissos estalagmítics i ruptura de columnes.